# جون جاردين
جون جاردين (بالإنجليزية: John Jardine)‏ هو لاعب كرة قدم أمريكية أمريكي، ولد في 20 يوليو 1935، وتوفي في 23 مارس 1990.